# Roketsan
Roketsan est une entreprise de l'armement turque fondée en 1988 et dont le siège social se situe à Ankara.
Roketsan se classait en 2023 au 80e rang mondial pour la production d'armement.

## Historique
Roketsan a été créée le 14 juin 1988 par un comité gouvernemental dans le but de concevoir, développer et produire des missiles et fusées en Turquie, et ainsi répondre aux besoins de l'armée turque dans un premier temps. L'équipe initiale était composée de 25 personnes — aujourd'hui, plus de 2 000 personnes y travaillent dont la moitié sont des ingénieurs — et les premières infrastructures de production, installées à Ankara sur deux sites différents, ont été terminées dès 1991.

## Produits
Roketsan est réputée pour sa production de missiles non-guidés, et de missiles guidés par laser et infrarouge (missiles Cirit, UMTAS et SOM). La société produit aussi des circuits pour les missiles Stinger et Rapier.
En 2013, le gouvernement turc a approuvé la construction d'un centre lanceur d'engins, destiné dans un premier temps aux  satellites sur orbite basse.
Roketsan est la seule société turque accréditée CMMI/ DEV 3 (Capability Maturity Model Integration – for Development) pour les processus de conception et de développement.

## Actionnaires
Ses principaux actionnaires sont : TSKGV (Turkish Armed Forces Foundation) (55.5%), Aselsan (15%), MKEK (15%), Vakıflar Bankası (10%),  et Havelsan (4.5%).